# Tessa Jowell
Tessa Jowell, född 17 september 1947 i Marylebone i London, död 12 maj 2018 i Shipston-on-Stour i Warwickshire, var en brittisk politiker som sedan 1992 var Member of Parliament (MP) för arbetarpartiet i Storbritannien.
Hon var minister i flera omgångar. Bland annat var hon mellan 2005 och 2007 kulturminister i Tony Blairs regering och 2007 till 2010 var hon Minister vid premiärministerns kontor i Gordon Browns regering.